# .25-35 Winchester
El .25-35 Winchester, o .25-35 WCF (Winchester Center Fire) fue introducido en 1895 por Winchester para como alternativa de calibre del Winchester Model 1894 . Junto con el .30-30 Winchester, fue uno de los primeros cartuchos metálicos sin humo diseñados en Norteamérica para un rifle deportivo. Savage lo adoptó para sus rifles de mecanismo de palanca Savage Model 99 . 
El .25-35 Win es el resultado de ajustar el hombro del casquillo del .30-30 .

## Performance
La carga estándar del .25-35 es aproximadamente tres veces más potente que la del .25-20 Winchester, un cartucho de tamaño similar introducido anteriormente por Winchester. El .25-35 fue apreciado por su velocidad, trayectoria y menor retroceso, volviéndose una alternativa popular en el rifle monotiro Winchester Model 1885 High Wall. En los EE. UU., Winchester descontinuó la producción general de rifles .25-35 en 1955, pero sigue produciendo municiones. Hornady Ammunition produce una carga LEVERevolution .25-35 de 110 granos con una velocidad de salida de 2435 fps y energía de 1436 ft-lb.
El .25-35 WCF se puede usar para cazar venados, aunque recomendable solo a cortas distancias con las cargas comerciales, debido a sus bajos niveles de energía. En cargas estándar en un cañón de 20 pulgadas, el cartucho retiene solo alrededor de 800 a 900 pies por segundo a 100 yardas (91.4 metros), o aproximadamente lo que tiene su cartucho hermano, el .30-30, a unas 200 yardas. La carga LEVERevolution de Hornady para el .25-35 (probado en un cañón de 24 pulgadas) enumera alrededor de 900 pies por segundo a 200 yardas; y el fabricante afirma que la carga es adecuada para ciervos y antílopes.